# Paul Nguyên Thai Hop
Paul Nguyên Thai Hop O.P., né le 2 février 1945 dans la commune de Nghi Phong, qui dépend du district de Nghi Loc (actuelle province de Nghệ An), au Tonkin, est un évêque vietnamien, évêque émérite de Hà Tĩnh. Sa devise est Veritas et Caritas. Il parle outre sa langue maternelle, le français, l'italien, l'espagnol et l'anglais et a appris le latin.

## Biographie
La famille de Paul Nguyen Thai Hop se déplace du nord vers le sud, lorsqu'il est enfant, à cause de l'avancée des communistes qui persécutent les chrétiens. Paul Nguyên Thai Hop entre chez les dominicains de Cap-Saint-Jacques en 1964 où il étudie la philosophie et la théologie au noviciat, puis il poursuit ses études à Saigon de 1968 à 1971. Il reçoit l'ordination sacerdotale le 8 août 1972 à Saïgon. Il étudie ensuite à Fribourg de 1972 à 1978, puis à Genève en 1978-1979. Après cela, il est envoyé par ses supérieurs au Pérou comme professeur au département de théologie de Lima de 1981 à 1986. Pendant son séjour au Pérou, le père Paul Nguyên Thai Hop a également occupé les postes de professeur et de directeur des études à l'Institut de théologie Jean XXIII, au centre de recherche Bartolomé de Las Casas de Lima. En 1994, il est diplômé de la Faculté de théologie de São Paulo au Brésil, puis il est envoyé comme professeur à l'Université pontificale Saint-Thomas-d'Aquin (ou Angelicum) de Rome de 1996 à 2004. Il rentre au Viêt Nam en 2004 (qu'il a quitté en 1981) pour diriger la province des dominicains du Viêt Nam. Il est également membre de la Congrégation pour la doctrine de la foi en tant que représentant des évêques du Viêt Nam.
Le pape Benoît XVI le nomme évêque de Vinh, le 13 mai 2010. Il s'agit de sa région natale. Il est consacré par l'évêque émérite de Vinh, Paul-Marie Cao Ðình Thuyên, le 23 juillet de la même année. Les co-consécrateurs sont Paul Bùi Van Ðoc, évêque de Mỹ Tho et Antoine Vu Huy Chuong, évêque de Hưng Hóa. 
Le 22 décembre 2018, le pape François le nomme premier évêque du diocèse de Hà Tĩnh. Il est installé dans la cathédrale Saint-Michel-Archange de son diocèse le 11 février 2019 par Marek Zalewski, représentant non-résident du Saint-Siège au Viêt Nam. Il dirige la commission Justice et Paix de la conférence épiscopale du Viêt Nam.
Le 19 mars 2021, le pape François accepte sa démission pour raison d'âge.